# 長島銀蔵

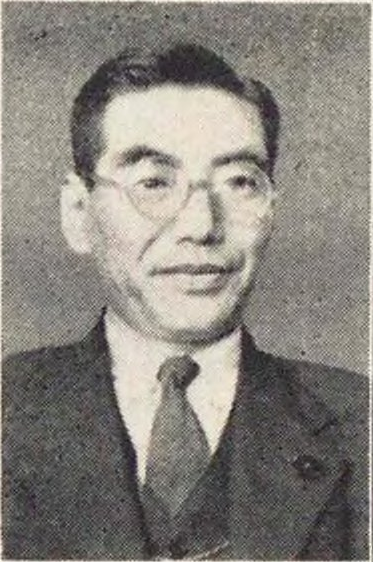
長島銀蔵

長島 銀蔵（ながしま ぎんぞう、旧字体：長島 銀藏、1901年〈明治34年〉11月25日 - 1984年〈昭和59年〉9月8日）は、日本の実業家、政治家。貴族院議員、参議院議員。

## 経歴
現在の静岡県富士宮市出身。長島化学製品所を経営し、清水栄寿座、長島商事、横浜瓦斯化学工業の各社長、日本海獣化学工業代表取締役、清水商工会議所議員などを務めた。
1946年（昭和21年）5月、静岡県多額納税者として貴族院多額納税者議員に互選され、同月18日に就任し研究会に所属した。翌1947年（昭和22年）5月2日の貴族院廃止まで在籍した。同年4月に行われた第1回参議院議員通常選挙において、静岡地方区から無所属で立候補したが落選した。1948年（昭和23年）4月、日本遺族厚生連盟（現在の日本遺族会）の会長に就任。1950年（昭和25年）の第2回通常選挙で全国区から自由党公認で立候補して初当選。参議院では在外同胞引揚問題に関する特別委員長に就任した。1956年（昭和31年）の第4回通常選挙（全国区、自由民主党）では落選した。1972年（昭和47年）勲三等旭日中綬章を受章した。1984年9月8日死去、82歳。死没日をもって正五位に叙される。

## 著書
- 『皇統正史』自費出版、1966年。